# Afrique Airlines
A  Afrique Airlines  é uma companhia aérea do Benim. Dissolveu-se em 2006.